# رقادة

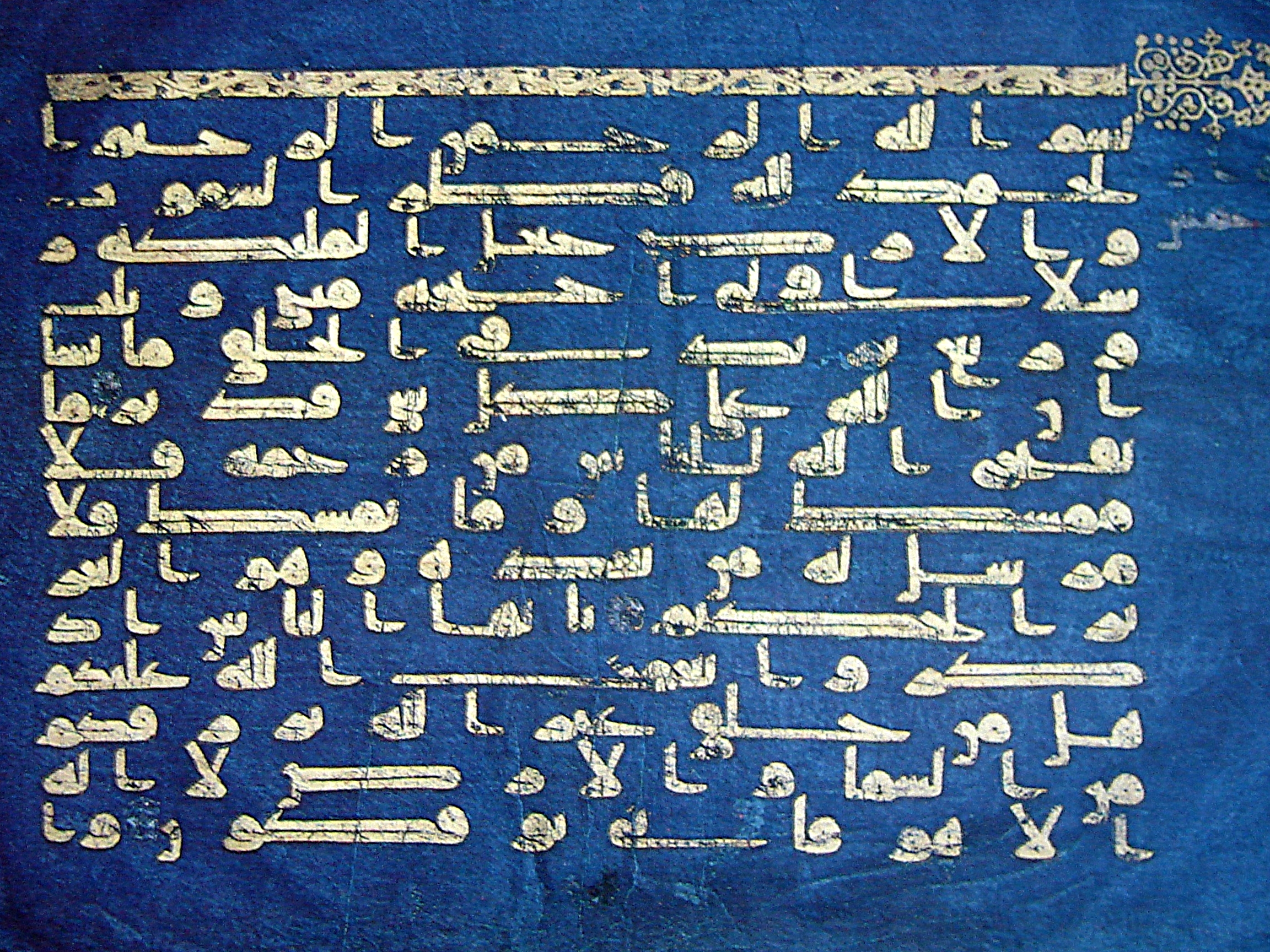
ورقة من المصحف الأزرق، متحف رقادة

رقّادة مدينة أغلبية كانت تقع وسط البلاد التونسية وعلى مسافة 10 كم جنوبي غرب مدينة القيروان.

أسسها الأمير الأغلبي إبراهيم بن أحمد سنة 264 هـ/870م في ضواحي العاصمة الأغلبية لتصبح مقر الإمارة بعد مدينة العباسية أو القصر القديم. 

وتروي بعض المصادر أن الأمير أصيب بأرق شديد وشرد عنه النوم فنصحه الأطباء بالخروج والمشي فلما وصل إلى موقع المدينة التي لم تنشأ بعد غالبه النعاس فنام فسميت بذلك رقادة وأمر ببناء قصر بها. 

بعد انتقال الأمير إلى قصر الفتح سنة 270 هـ/876 م بدأت تظهر معالم هذه المدينة فشيدت بها القصور والأسواق والحمامات وجامع كبير. ويذكر البكري في كتابه المسالك والممالك، أن قطر المدينة بلغ ما يقارب 10 كم.

بعد هروب آخر الأمراء الأغالبة سنة 296 هـ/ 909م أقام بها عبيد الله المهدي حتى سنة 308 هـ/ 921م تاريخ انتقال العاصمة إلى المهدية فقدت المدينة منزلتها تدريجيا حتى خربت تماما أيام الخليفة المعز لدين الله الفاطمي ولم يبقى منها غير بساتينها وحدائقها.

## شخصيات ومؤسسات
اسحاق بن عمران استقر برقادة ودرَّس بها الطب. كان يوجد برقادة بيت الحكمة، وممن أشرف عليه يوجد إبراهيم بن أحمد الشيباني الرياضي الذي عينه زيادة الله الثالث.

## المتحف الوطني للفن الإسلامي برقادة
لم تبق من رقادة اليوم إلاّ آثار متفاوتة الحفظ، تمّ إدماجها بمنتزه يمسح حوالي 20 هكتارا، شيّد فيه في الستينات قصر رئاسيّ، حوّل فيما بعد إلى متحف ومركز للبحوث المختصّة في الحضارة الإسلامية بتونس. 

خصصت قاعة المدخل للجامع الكبير بالقيروان، حيث يعرض نموذج خشبيّ رائع أنجز بمقياس 50/1 ، مع مقطع على مستوى المئذنة والصحن المحوريّ يتيح للزائر اكتشاف مختلف الخصائص المعمارية، وهو ما لا تسمح به زيارة لا بدّ أن تكون عابرة. وقبالة هذا النموذج توجد نسخة مصغّرة من محراب هذا الجامع أيضا.

وتلي هذه القاعة قاعة الخزف التي تعرض فيها مجموعة هامّة من الأواني الفخّارية تعود إلى العهود الأغلبيّة ( القرن التاسع) والفاطميّة (القرن العاشر) والمتأتّية أساسا من موقعي رقّادة وصبرة (قرب القيروان). 

ثمّ تأتي قاعة النقود وفيها مجموعة هامّة جدّا من النقود التي تصوّر تاريخ إفريقيّة الاقتصادي على مدى أكثر من ستّة قرون.

أمّا أجمل قاعة في المتحف فهي المسمّاة قاعة القبّة والتي تجلب انتباه الزائرين بدقّة زخارفها وتنميق زجاجيّاتها وإشرافها على المنتزه. وفي هذه القاعة تعرض قطع ثمينة من البلّور والرصاص والبرنز.

وتحتوي أخيرا قاعة المصاحف القرآنية على صحف من القرآن الكريم على الرقّ تتميز باختلاف أشكالها وأناقة خطوطها وتنوّع أساليبها وثراء منمنماتها، ممّا يجعل من هذه المجموعة كنزا لا يقدّر بثمن.